# Redwood (Texas)
Redwood es un lugar designado por el censo ubicado en el condado de Guadalupe en el estado estadounidense de Texas. En el Censo de 2010 tenía una población de 4338 habitantes y una densidad poblacional de 257,09 personas por km².

## Geografía
Redwood se encuentra ubicado en las coordenadas 29°48′36″N 97°54′34″O / 29.81000, -97.90944. Según la Oficina del Censo de los Estados Unidos, Redwood tiene una superficie total de 16.87 km², de la cual 16.7 km² corresponden a tierra firme y (1.01%) 0.17 km² es agua.

## Demografía
Según el censo de 2010, había 4338 personas residiendo en Redwood. La densidad de población era de 257,09 hab./km². De los 4338 habitantes, Redwood estaba compuesto por el 66.67% blancos, el 1.71% eran afroamericanos, el 1.41% eran amerindios, el 0.37% eran asiáticos, el 0.21% eran isleños del Pacífico, el 27.5% eran de otras razas y el 2.14% pertenecían a dos o más razas. Del total de la población el 88.06% eran hispanos o latinos de cualquier raza.